# 国家汉语国际推广领导小组
国家汉语国际推广领导小组是负责领导中华人民共和国全国对外汉语教学工作的机构。
注：该协调机构已由国务院2008发文撤销，详见 国发〔2008〕13号 链接：http://www.gov.cn/zhengce/content/2016-06/14/content_5082270.htm（页面存档备份，存于）
1987年7月24日经国务院批准成立国家对外汉语教学领导小组，由教育部、国务院侨务办公室、国务院外事办公室（后改为国务院新闻办公室）、外交部、文化部、广播电影电视部、新闻出版署、国家语言文字工作委员会八个部门和北京语言学院的领导组成，由教育部归口管理。中国国家对外汉语教学领导小组办公室（简称国家汉办），是国家对外汉语教学领导小组的常设办事机构。 
1998年，领导小组新增加财政部、国家发展计划委员会、对外贸易经济合作部三个部门，北京语言学院领导不再参加领导小组。
2005年《中华人民共和国与印度尼西亚共和国联合声明》中称胡锦涛主席和苏西洛总统共同出席了“中国国家对外汉语教学领导小组办公室与印度尼西亚教育部基础与中等教育总司关于汉语教学的协议书”的签字仪式。
2006年国家对外汉语教学领导小组根据全国政协十届四次会议上以许嘉璐为主席的中国民主促进会中央委员会提交的《关于进一步加快汉语国际推广的提案》改为国家汉语国际推广领导小组。
2006年5月23日国务院办公厅发出《国务院办公厅关于调整国家汉语国际推广领导小组组成人员的通知》（国办发〔2006〕39号），对国家汉语国际推广领导小组组成人员进行调整。国务委员陈至立担任国家汉语国际推广领导小组组长。

## 国家汉语国际推广领导小组
原先由国务院的12个部门组成，现只有11个，因为2013年3月，国务院机构改革，国家广播电影电视总局被撤销，与原新闻出版总署合并成立国家新闻出版广电总局：
- 中华人民共和国国务院办公厅
- 中华人民共和国教育部
- 中华人民共和国财政部
- 国务院侨务办公室
- 中华人民共和国外交部
- 中华人民共和国国家发展和改革委员会
- 中华人民共和国商务部
- 中华人民共和国文化部
- 国家新闻出版广电总局
- 国务院新闻办公室
- 国家语言文字工作委员会